# Pokost
Pokost, pokost lniany – produkt otrzymywany przez zagęszczenie oleju lnianego z dodatkiem substancji przyspieszających wysychanie (tzw. sykatyw), stosowany jako środek do impregnacji drewna, tynków i innych materiałów porowatych, w celu zabezpieczenia ich przed wilgocią oraz czynnikami atmosferycznymi. Czysty pokost bywa rozcieńczany, głównie terpentyną balsamiczną, dla ułatwienia penetracji w głąb twardego drewna. Jest produktem pochodzenia naturalnego. 
„Pokost” to również potoczna, choć niezbyt prawidłowa, nazwa bezbarwnych lakierów na bazie olejów, żywic naturalnych lub syntetycznych oraz ich mieszanin.
Pierwotnie określenie „pokost” oznaczało każdy lakier lub impregnat o własnościach wodochronnych, jednak już od XIX w. nazywano tak wyłącznie czysty olej lniany zagęszczony przez długie gotowanie z dodatkiem soli ołowiu; używany był jako uniwersalny impregnat w szkutnictwie, stolarstwie i ciesielstwie, a także jako podkład pod lakiery olejne. Bywał fałszowany przez dodawanie kalafonii, asfaltu i olejów mineralnych. Od połowy XIX w. na bazie pokostu zaczęto produkować specjalizowane impregnaty i lakiery, z dodatkiem środków grzybobójczych, wolnoschnących olejów i tłuszczów zwierzęcych (np. wielorybiego), kopali, a w XX wieku żywic alkidowych i rozcieńczalników mineralnych lub syntetycznych. 
Obecnie czysty, naturalny pokost bywa używany głównie do „ekologicznej” konserwacji podłóg (tzw. olejowanie) i mebli, a także przy renowacji zabytków i wytwarzaniu replik starych mebli lub łodzi. Jego szczególną cechą jest zła współpraca z nowoczesnymi materiałami, między innymi żywicami epoksydowymi i poliuretanowymi, co wymusza konsekwentne stosowanie tradycyjnych technologii i materiałów w całym procesie produkcyjnym.